# エドガー・ウィリアム・ブラント
エドガール・ウィリアム・ブラント（Edgar William Brandt、1880年12月24日 - 1960年5月8日）とはフランスの兵器開発者でストークブラン社の社長である。
第二次世界大戦で各国で使用された60mm、80mm、120mmクラスの迫撃砲の開発者であり、迫撃砲の標準形態を決定してしまったほどの影響力を見せた。また、成形炸薬弾などの開発も行っていた。
1902年にブラント社を創業して兵器生産を始めた。彼の会社は1936年に国営化され、1938年にはいくつかの会社を買収して、現在はタレス・グループとなっている。
彼の会社は吸収合併や国営化などにより何度も会社名が変更されたり、別会社や部門が細分化しているため、日本軍が取引していたストークブラン社という社名は一時期しか使用されていない。
彼が開発した迫撃砲の中でも最も普及したのは、口径81mmの中迫撃砲である。ブラント81mm迫撃砲Mle27/31はフランス軍の正式装備となっただけでなく、日本やアメリカ、イタリア、チェコスロバキアなどでそれぞれ九七式曲射歩兵砲、81mm迫撃砲M1、81mm迫撃砲M35、Vzor36 81mm迫撃砲としてライセンス生産された。これだけでなく、ドイツの8cm GrW 34やソ連の82mm迫撃砲の開発の参考にもなっている。
ブラント60mm迫撃砲Mle1935についてはアメリカが60mm迫撃砲M2としてライセンス生産したにとどまっている。120mm迫撃砲についてはソ連が120mm迫撃砲PM-38を開発する際の参考にした他、ドイツも鹵獲したPM-38を直接コピーした12 cm GrW 42を生産した。日本も口径120mmの二式十二糎迫撃砲を開発しているが、ストークブラン社製120mm迫撃砲やソ連製PM-38（ノモンハン事件の際に鹵獲した可能性はある）との関係性は不明。